# S1-100短機関銃
シュタイヤー＝ゾロターン S1-100（ドイツ語: Steyr-Solothurn S1-100）は戦間期から第二次世界大戦中にかけてオーストリアで製造された短機関銃である。

## 開発の経緯
S1-100の設計は第一次世界大戦終盤、帝政期のドイツでラインメタル社所属のルイス・シュタンゲ技師により試作された短機関銃であるMP19まで遡ることができる。MP19は現代における短機関銃の原型とされるベルグマン社のMP18を意識し、これと同等の仕様に基づき開発が進められていたが、1918年春季攻勢の浸透戦術に多数投入されたMP18とは異なり、完成前に敗戦を迎えたことから実戦投入は果たされなかった。
MP19を含むドイツの軍需企業による多くの兵器開発計画は敗戦後も破棄されていなかったが、当時のドイツではヴァイマル共和国軍の軍備増強を防止する目的でベルサイユ条約によって兵器の新規開発が制限されていたため、ラインメタル社は1929年に中立国スイスの弾薬製造業者であるゾロターン社を買収・子会社化し、これを隠れ蓑にヴァイマル政府や連合国の監視を逃れて小火器開発を行った。
MP19を基に改良が加えられた新型短機関銃はゾロターン社での命名規則に従いS1-100の名称が与えられプロトタイプも製作されたが、ゾロターン社は小火器の大量生産に必要な設備を保有しておらず、またスイスの国内法による規制もあったことから、量産はオーストリアのシュタイヤー＝マンリッヒャー社が担当した。
こうして製品化されたS1-100は、ラインメタル社がゾロターン社を子会社化した同年に、ゾロターン社とシュタイヤー社の合資でチューリッヒに設立されたシュタイヤー＝ゾロターン兵器株式会社から販売された。
国民社会主義ドイツ労働者党（ナチ党）政権下のドイツによるオーストリア併合以降はドイツ側の監督の元で製造・販売が継続されていたが、1940年には軍事的膨張に伴い兵器の生産効率が重要視されるようになったことから、大量生産を念頭に置いて設計され製造コストも安価なMP40に工場設備を譲る形で製造が中止された。

## 運用

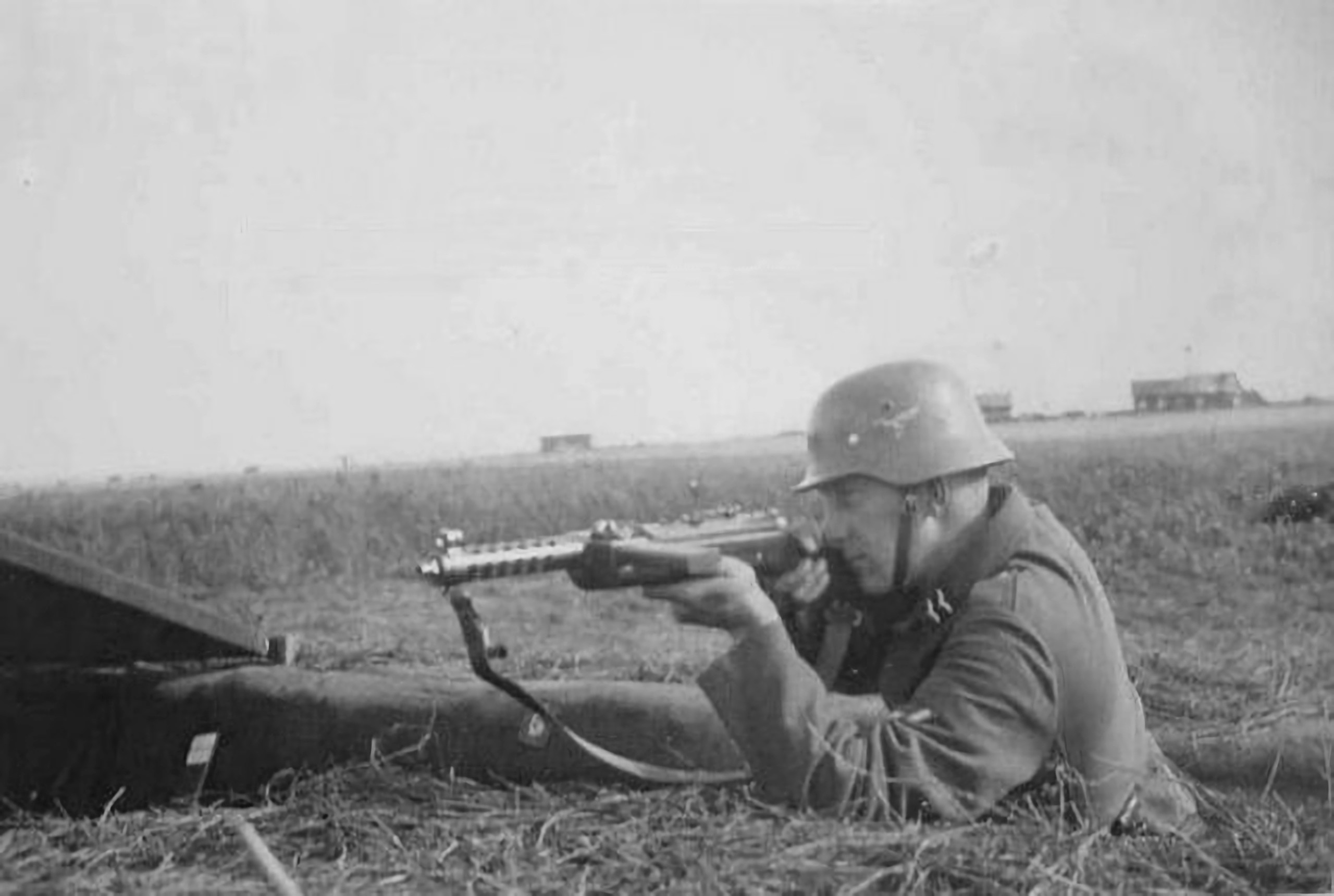
MP34(ö)を装備したドイツ空軍野戦師団の上等兵

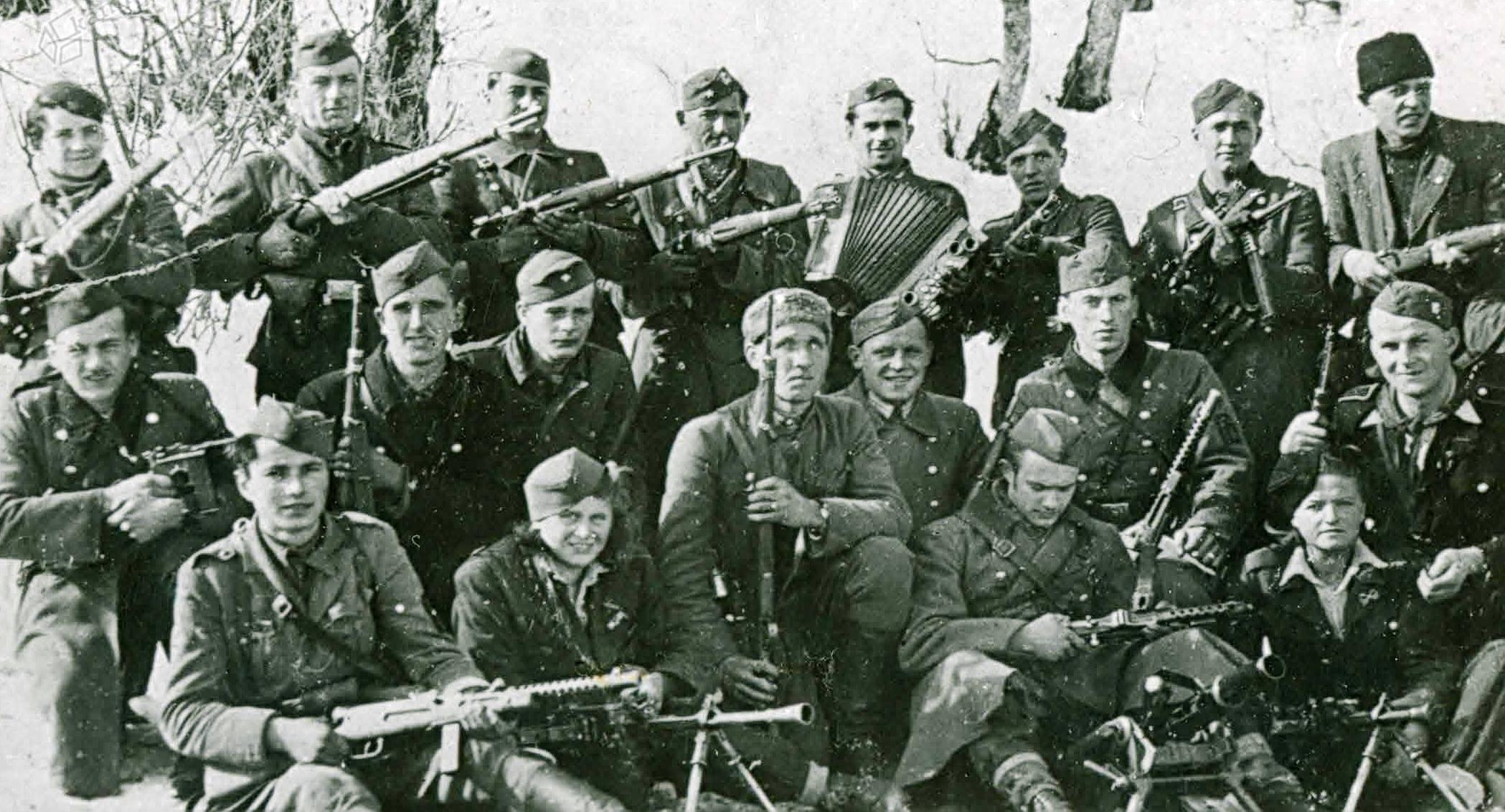
S1-100を所持したスロベニアのパルチザン（下段の右から二人目）

S1-100は欧州内のみならずアジア方面や南米にも輸出されたが、最初にS1-100を採用した国は製造国のオーストリアであった。オーストリア警察は発売翌年の1930年に9x23mmシュタイヤー弾仕様のS1-100にMP30の名称を与え採用した。また同国の軍では、1934年に9x23mmシュタイヤー弾よりも高威力な9x25mmモーゼル弾に対応するS1-100をMP34として採用した。
ナチス・ドイツによるオーストリア併合の際には、旧オーストリアの地域に残存するMP30とMP34のうち大半がドイツ側に接収されたが、これらの多くはドイツ帝国軍時代以来の標準的な拳銃弾である9x19mmルガー弾に合わせて改修が施され、MP34(ö)の名称で国防軍や警察、武装親衛隊に配備された。また、赤軍パルチザンやポーランドの国内軍、ユーゴスラビアの人民解放軍やチェトニックといった、枢軸国による支配とファシズム体制に反対するレジスタンス組織も鹵獲品のS1-100を使用した。
新国家体制下のポルトガルでは1935年に.45ACP弾、1938年に7.65x21mmルガー弾、1942年に9x19mmルガー弾と、使用弾薬が異なるS1-100を三度に渡って購入しており、運用に際しては短機関銃を意味するポルトガル語の「Pistola-metralhadora」と口径および採用年から、それぞれPM 11,43mm m/935、PM 7,65mm m/938、PM 9mm m/942の名称が与えられた。配備数としては9x19mmルガー弾を使用するm/942が最も多数を占めており、第二次世界大戦終結後も1950年代頃までポルトガル軍に配備されていた。また、1970年代のポルトガル植民地戦争においても現地の準軍事組織や治安部隊用の装備として投入された。
ギリシャは1940年以前に9x19mmルガー弾仕様のS1-100を纏まった数購入しており、ギリシャ・イタリア戦争時にはギリシャ軍のスキー大隊や憲兵隊で運用されていた。これらは戦後もギリシャとその周辺地域に残存していたようで、1955年から1960年の間にはキプロスのギリシャ系勢力であるキプロス闘争民族組織に使用されていたS1-100が、キプロス警察によって回収されている。
日本でも海軍が陸戦隊の装備として輸入したS1-100にス式自動拳銃という名称を与えて配備したほか、陸軍ではMP18やMP28と合わせて一纏めにベルグマン自動短銃と総称した。

## 特徴

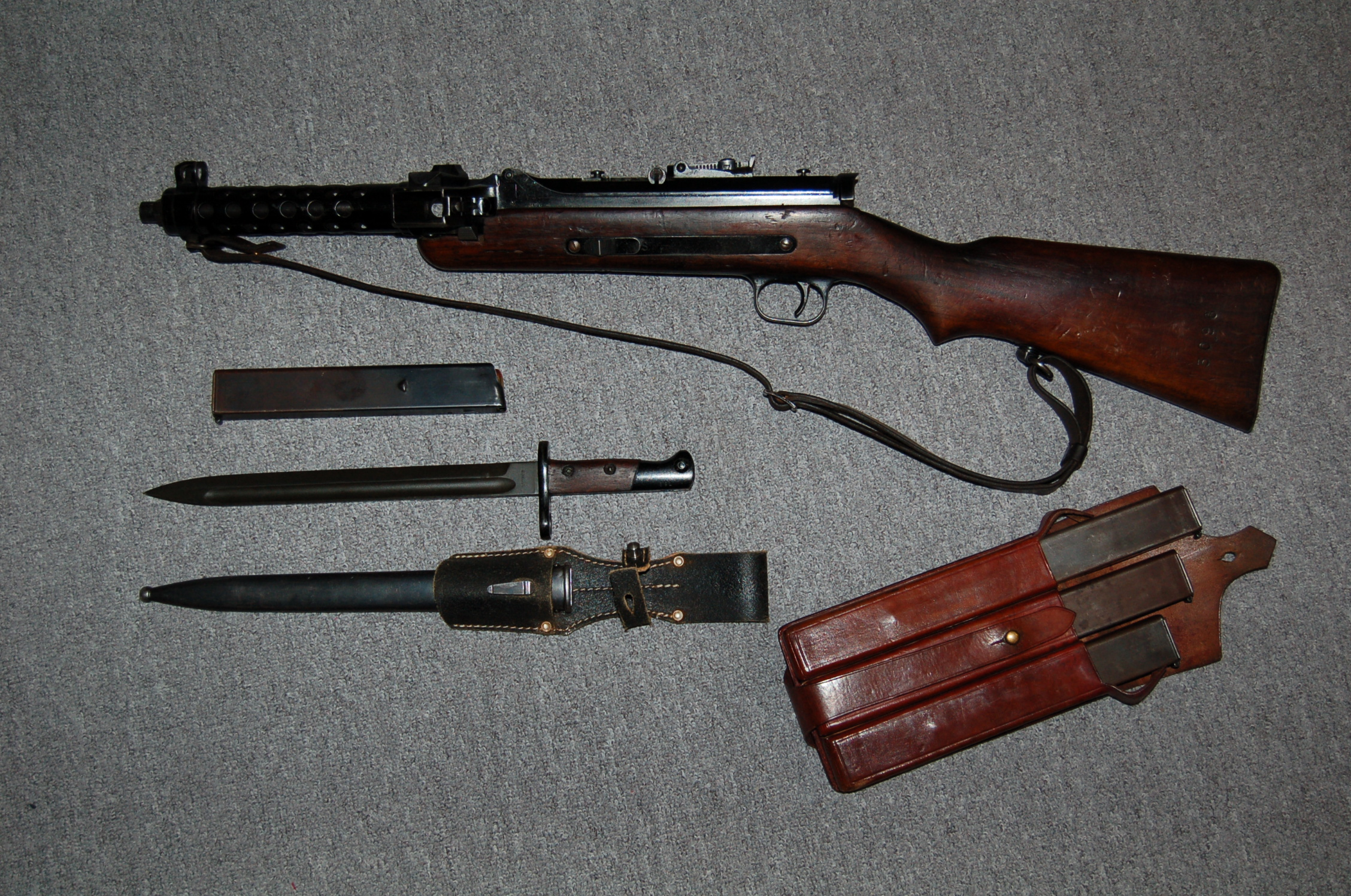
MP34と付属品

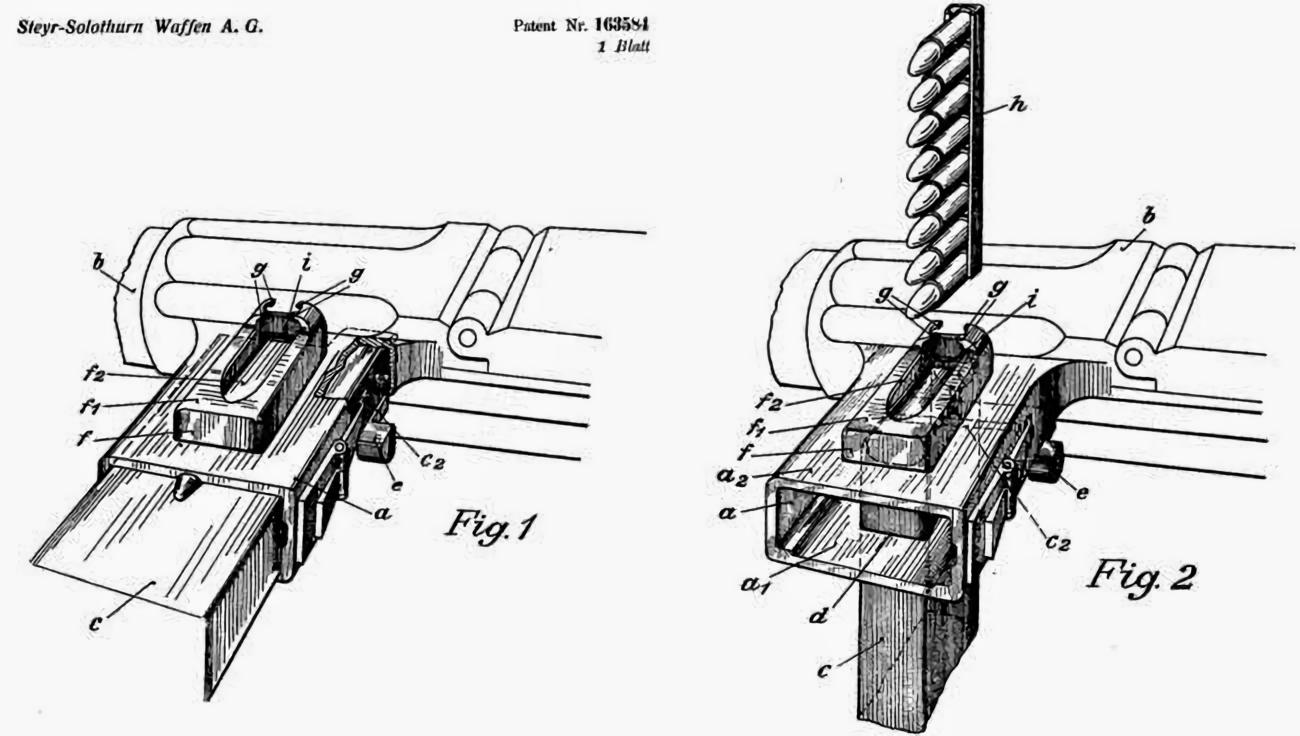
マガジンハウジングの構造図

S1-100は当時の他の短機関銃と比較して、構造から素材、外見の仕上げに至るまで最高水準の部類に入るものであり、原設計は古いながらも優れた信頼性を備えていた。その反面、大半の部品を削り出し加工により製造することから量産が困難で尚かつ非常に高額であり、近代的な軍隊における大量配備には不向きと言える特性も持ち合わせていた。このためS1-100は高級車の代名詞的存在であるロールス・ロイスに喩えられることもある。
作動方式は短機関銃としては一般的なブローバック方式であり、擊発はオープンボルトから行われた。リターンスプリングは銃床に内蔵されており、プッシュロッドを介してボルトの後端に接続されていた。機関部はヒンジ付きトップカバーを備え、これを開くことで容易に点検や整備が行えた。
銃床は下に垂れた形の一般的な曲銃床と、魚類の尾びれのような形状の上面が反った銃床があり、後者はMP30に見られた。
射撃モードは単射と連射が設定され、銃の左側に設けられたセレクターによって切り替えることができた。初期型は簡易的な安全装置としてコッキング時にボルトハンドルを引っ掛ける切り欠きが配されていたが、後にリアサイトの前に別の手動安全装置が追加された。なお、仕様によっては手動安全装置のみを備え、切り欠きが廃止されているものも存在する。
マガジンハウジングには空の弾倉内に挿弾子を用いて弾薬を装填するための補助デバイスが設けられており、弾倉をマガジンハウジング下部に挿し込んだ後、上部から8発入り挿弾子を当てて装填した。また、弾倉の挿入口はMP18とは異なり若干前方に傾いていた。
MP18を原型とする他の短機関銃と同じく銃身空冷用のバレルジャケットを特徴とするが、S1-100の場合は右側に着剣装置が配されており、マンリッヒャーM1895と共通の銃剣が装着可能であったほか、銃身がバレルジャケットより長く銃口部が突き出ているため、MP18やMP28と区別する際の外見上の特徴となっている。
照準器の形状は独自性が目立ち、照星は円柱形に近い形状から上部を切り取ったような覆いが取り付けられている。照門もMP18に見られる簡易型の2段切り替え式ではなく、500mまでの距離が刻まれたタンジェントサイトが採用されていた。
機関銃に相当する運用も考慮されたことから、制圧射撃時の安定性向上を目的に専用の三脚も開発されたが、量産には至らなかった。
また、中南米の顧客に対しては.45ACP弾仕様が多く販売されていたが、これらの中には反動制御を目的に垂直フォアグリップが追加された製品もあった。
その他、変わった派生型として圧縮空気を用いて射撃を行う訓練用機材が存在した。

## 配備国
- オーストリア
- エチオピア帝国[4]
- エルサルバドル[6]
- ウルグアイ[6]
- ギリシャ[4]
- タイ[18]
- 大日本帝国[18]
- 中華民国[9]
- チリ[6]
- ドイツ国[6][9][10]
- ハンガリー王国[9]
- ベネズエラ[19]
- ペルー[20]
- ボリビア[6]
- ポルトガル[3]